# 事件ファイル110 甘ったれるな
『事件ファイル110 甘ったれるな』（じけんファイル - あまったれるな）は、1976年1月13日から1976年4月13日まで、TBS系列にて放映されたテレビドラマ（刑事ドラマ）。
放送時間は毎週火曜日20:00～20:55。全14話。

## 概要・内容
舞台は「戸山警察署」の少年係。少年少女たちを犯罪から救い出し、そして勇気へと導く少年係の刑事、婦警たちの活躍を描くとともに、この少年係の活動を通じて、若者たちが抱える悩み、苦しみを浮き彫りにしていった。毎回の物語で事件を扱っているが「青春ドラマ、ホームドラマの要素も強い」とも紹介されている。浅田美代子、西城秀樹、浅野ゆう子ら、当時の人気タレントたちも多くゲスト出演した。

## キャスト
- 立原刑事：村野武範
- 戸田刑事：下條アトム
- 池田明海（署長）：山村聡（特別出演）
- 吉川圭子（婦警）：五十嵐淳子
- 小林昭二
- 堺刑事：青空はるお
- 宮本刑事：高峰圭二
- 森田めぐみ（現・五十嵐めぐみ）
- 捜査課刑事：夏夕介 - 役名は「鈴木」（第2話）、「佐々木」（第3話）、「長野」（第13話）など回によって変わった。

## スタッフ
- プロデューサー：山内静夫（松竹）、升本喜年（松竹）、鈴野尚志（TBS）
- 脚本：宮川一郎、阿井文瓶、田口耕三、加瀬高之、成田孝雄、押川國秋、岡田俊介、山野四郎
- 監督：富本壮吉、長谷和夫、貞永方久、瀬川昌治、松尾昭典、井上昭、番匠義彰、鈴木敏郎
- 監修：中本洋
- 助監督：青木敏 ほか
- 制作担当：斎藤稔
- 制作主任：川嶋富雄
- 音楽：青山八郎
- 調音：日活録音スタジオ
- 撮影技術：加藤正幸
- 照明：丸林洋一
- 録音：石井美治
- 編集：鈴木晄
- 記録：福島マリ
- 現像：東京現像所
- 美術：浦山芳郎
- 装飾：西川達男
- 結髪：山根正見
- 衣裳：松竹衣裳、万兵
- 制作：松竹、TBS

## 主題歌
『人は旅人』 歌：麻生よう子 （作詞：中里綴、作曲：川口真　CBSソニー） 
麻生よう子は、第8話にもゲスト出演している。

## サブタイトル
| 話数 | 放送日         | サブタイトル             | 脚本              | 監督     | ゲスト |
| ---- | -------------- | ------------------------ | ----------------- | -------- | --- |
| 1    | 1976年 1月13日 | 狙われた女子高生         | 宮川一郎          | 富本壮吉 | 桜井洋子：浅田美代子、田畑アキラ：川代家継、 桜井重造：安部徹                                                                                   |
| 2    | 1月20日        | 十八歳・自殺の謎         | 宮川一郎          | 長谷和夫 | 賀川和彦：西城秀樹、賀川雪子：加藤和恵、 長田一夫：佐久間宏則、一夫の父：岡田英次、 一夫の母：根岸明美                                          |
| 3    | 1月27日        | 初恋の人に会わせて       | 阿井文瓶          | 貞永方久 | 中田杏子：浅野ゆう子、安西昭夫：清家栄一、梅津栄                                                                                                |
| 4    | 2月3日         | ガールフレンドの贈り物   | 田口耕三          | 長谷和夫 | 南郷大三郎：志村喬、南郷美沙子：麻田ルミ、 和田浩治、伊藤幸雄                                                                                   |
| 5    | 2月10日        | 女子高生・危険な献身     | 加瀬高之          | 瀬川昌治 | 井川竜子：田坂都、中谷巡査：湯原昌幸、 なべおさみ、伊藤めぐみ、鈴木ヒロミツ、森川正太                                                           |
| 6    | 2月17日        | 女子高生・暴かれた殺意   | 宮川一郎          | 松尾昭典 | 相川：仲谷昇、相川孝子：津山登志子、 相川規夫：武岡淳一、谷口香、暴力団員・藤沢：椎谷建治                                                       |
| 7    | 2月24日        | 女子高生・恐怖の殺人容疑 | 田口耕三          | 井上昭   | 加賀美ゆう子：石川さゆり、雨宮広子：新藤恵美、 白石賢二：岸俊也、加賀美研太郎：桑山正一                                                         |
| 8    | 3月2日         | 女子高生・愛と憎しみと   | 加瀬高之          | 長谷和夫 | 志村千恵子：関根世津子、佐山：有島一郎、 水谷：越村純一、麻生よう子、幾野道子、佐藤仁哉                                                         |
| 9    | 3月9日         | 春遠い19歳の夢           | 田口耕三          | 番匠義彰 | 西牧紀子：西川峰子、西牧くら：水城蘭子、 西牧平作：茶川一郎、末富：小林文彦                                                                     |
| 10   | 3月16日        | 女子高生・恋の脱走       | 成田孝雄          | 長谷和夫 | 水沢カオル：永野裕紀子、二郎：千葉裕、 弘：山田きよし、佐伯社長：神田隆、鳳八千代、矢吹：堀田真三                                               |
| 11   | 3月23日        | 女子高生・幼児誘拐の恐怖 | 押川國秋 岡田俊介 | 鈴木敏郎 | 小宮則子：片平なぎさ、 中島元、 波島要造：鈴木瑞穂、 波島昭子：大屋光子、 小山明子、斉藤友子、藤谷美和子、 青沼健次：別所立木、沢村三郎：謙昭則 |
| 12   | 3月30日        | 許される殺意             | 宮川一郎          | 井上昭   | 立原次男（立原の弟）：重田尚彦、伊藤よし子 |
| 13   | 4月6日         | 女子高生・復讐の赤い殺意 | 山野四郎          | 松尾昭典 | 岡田奈々、大原由美：清水めぐみ、 神太郎、菅原一高、伊達三郎、北町嘉朗、 近藤宏、原泉、目黒幸子、柳瀬志郎、小原秀明                              |
| 14   | 4月13日        | 涙なんか流さない         | 宮川一郎          | 長谷和夫 | 仲根武夫：風間杜夫、立原次男：重田尚彦、 水瀬幸男：風戸佑介                                                                                     |